# Cazouls-d'Hérault
Cazouls-d'Hérault is een gemeente in het Franse departement Hérault (regio Occitanie) en telt 272 inwoners (1999). De plaats maakt deel uit van het arrondissement Béziers.

## Geografie
De oppervlakte van Cazouls-d'Hérault bedraagt 4,4 km², de bevolkingsdichtheid is 61,8 inwoners per km².
De onderstaande kaart toont de ligging van Cazouls-d'Hérault met de belangrijkste infrastructuur en aangrenzende gemeenten.

## Demografie
Onderstaande figuur toont het verloop van het inwonertal (bron: INSEE-tellingen).